# 英語の /r/ の発音
英語の /r/ の発音（えいごの /r/ のはつおん）は、英語における音素 /r/ の現実態であり、異なる方言において多くの変異が存在する。

## 変異
方言にもよるが、世界中の英語の変種において/r/には少なくとも以下のような異音がある。
「標準的な」R
後部歯茎接近音 [ɹ̠] ( 聴く)（世界的に一般的な/r/音素の実現。容認発音と一般米語が含まれる。）
「隆起による（盛り舌）」または「奥歯の」R
「盛り舌」歯茎接近音 [ɹ̈]（南部アメリカ英語ならびに一部の中西部および西部アメリカ英語で最も強く見られる）; 実際、単一の方言の中に、より舌尖的な調音 [ɹ̺] からこのより隆起による調音まで、この後部歯茎接近音に対する可能な実現の連続体がしばしば存在する。
「軟口蓋」のR
軟口蓋化した歯茎接近音 [ɹˠ]（保守的なアイルランド英語で見られる）。
「そり舌」のR
そり舌接近音 [ɻ] ( 聴く)（一部のアメリカ英語と大半のアイルランド英語で見られる。北アイルランド英語を含む。）
「はじき」または「たたき」のR
歯茎はじき音 [ɾ] ( 聴く)（スカウス、ほとんどのスコットランド英語、一部の南アフリカ英語、ウェールズ英語、インド英語、保守的なアイルランド英語および北アイルランド英語、20世紀初期の容認発音で見られる。/t/ および /d/ のフラッピングと混同しないこと）。
「ふるえ」または「巻き舌」のR
歯茎ふるえ音 [r] ( 聴く)（アフリカーンス英語、一部のウェールズ英語、一部の非常に保守的なスコットランド英語、インド英語、ジャージー英語で見られる）。
「口蓋垂」のRまたは「ノーサンブリアのr」
有声口蓋垂摩擦音 [ʁ] ( 聴く)（非常に保守的なジョーディ［ニューカッスル訛り］およびノーサンブリア方言で見られ［しかし現在大部分は消えている］、一部の保守的な南西部および東部アイルランド英語、一部のアバディーン英語で見られるかもしれない）。
「唇」または「円唇」のR
唇歯接近音 [ʋ] ( 聴く)（推定される特異性として、一部の南東部英語およびロンドン英語で見られるが、そのR音化現象との重なりと同様、これは論争の的となっている。）
ほとんどの方言で、多くの位置において/r/は唇音化した [ɹ̠ʷ] である。例えばreed [ɹʷiːd] やtree [tɹ̥ʷiː]。後者の場合、/t/も同様にわずかに唇音化するかもしれない。一般米語では、単語の初めで唇音化するが、語末ではしない。
多くの方言で、子音連結 /dr/ 中の /r/（例えばdream）は、後部歯茎摩擦音 [ɹ̠˔] または頻度は低いものの歯茎摩擦音 [ɹ̝] として実現される。/tr/ （例えばtree）では、無声後部歯茎摩擦音 [ɹ̠̊˔] または頻度は低いものの無声歯茎摩擦音 [ɹ̝̊] となる。イングランドでは、接近音が最も一般的な実現となっているが、/θ/ の後（例えばthread）では /r/ はまだ無声たたき音 [ɾ̥] として発音されるかもしれない。/θ/ の後ろの /r/ のたたき音による実現は、アメリカ合衆国の一部地域、特にユタ州でも報告されている。
接近音 /r/ には2つの主要な調音、「舌尖」と「ドーム状」がある。前者は舌の先端を歯槽堤に近づけるまたはわずかに後ろに丸める。後者は舌の中央を隆起させ、「奥歯のr」、または時折「盛り舌のr」、「braced r」と呼ばれる。ピーター・ラディフォギッドは、「BBC英語を話す人の多くは、歯槽堤の一般的な位置で舌の先端（舌尖）が口の屋根（口蓋）に向かって盛り上がっていますが、アメリカ英語を話す人の多くは単に舌の胴体部分を盛り上げているだけで、どこにアーティキュレーションがあるのかわかりません。」と述べた。拡張IPAは、転写において舌尖調音とドーム型調音を区別するために、「舌尖」型と「中舌化」型について ⟨ɹ̺, ɹ̈⟩ のようにIPA補助記号の使用を推奨している。しかしながら、この区別は知覚的にはほとんど、あるいは全く意味を持たず、個人間で特有に異なるかもしれない。

## R音性と非R音性
世界中の全ての英語の訛りは、R音性か非R音性のいずれかとして分類されることが多い。イングランド、ウェールズ、オーストラリア、ニュージーランド、および南アフリカにおける訛りの大多数は非R音性訛りであり、これらの方言において歴史的な英語の音素 /r/ は母音が後ろに続く時を除いて発音されない。しかしながら、歴史的な /r / は、スコットランド、アイルランド、アメリカ合衆国、カナダ、およびイングランドの一部（例えばイングランド西部地方、ランカシャーと最北部の一部地域）の大多数によって話されているR音性訛りにおいて、全ての文脈で発音される。したがって、R音性訛りはmarkerを [ˈmɑrkər] と発音するのに対して、非R音性単語は同じ単語を [ˈmɑːkə] と発音する、一般的に言って、R音性訛りでは、/r/ の後ろに母音音素が続かない時、これは先行する母音またはその音節末子音（コーダ）のR色付与として表面化する（nurse [nɝs], butter [ˈbʌtɚ]）。 

## R-唇音化
R-唇音化（上述した語頭の /r/ の円唇化と混同しないこと）は、英語の特定の方言、特にコックニーの一部変種において起こる過程である。ここでは、/r/ 音素は、歯茎接近音 [ɹ] と大きく異なる唇歯接近音 [ʋ] として実現される。[ʋ] を使用しない英語話者にとって、これは /w/ とほとんど区別がつかない。
唇歯音 /r/ の使用は規範主義者らによって広く汚名を着せられている。にもかかわらず、これは多くの他言語において使用されており、その使用はイギリス英語の多くの訛りにおいて増加している。これを行うほとんどの話者はイングランド南東部、特にロンドン出身である。また、ボストン訛りの一部の話者においても時折聞かれるが、それらの方言の誇張されたパロディーにおいてより多く見られる。
ニュージーランド英語に /r/ の極めて珍しい現実態があることも報告されている。
/r/ の実現は常に唇歯的ではない。両唇および軟口蓋化した両歯現実態も報告されている。
R-唇音化は以下のような発音をもたらす。
- red – [ʋɛd]
- ring – [ʋɪŋ]
- rabbit – [ˈʋæbɪt]
- Merry Christmas – [mɛʋi ˈkʋɪsməs]

しかしながら、ある種の唇接近音による /r/ の置き換えも、ロータシズムまたは脱r音化（derhotacization）と呼ばれる発話障害の一種によって起こるかもしれない。